# Dendroaeschna conspersa
Dendroaeschna conspersa – gatunek ważki z rodziny żagnicowatych (Aeshnidae); jedyny przedstawiciel rodzaju Dendroaeschna. Występuje we wschodniej i południowo-wschodniej Australii.